# 都会のメロディー
『都会のメロディー』（とかいのメロディー）はシャ乱Qの15枚目のシングル。1998年2月18日にBMGジャパンより発売された。

## 内容
TBSラジオ「大槻ケンヂとタマゴのキミっ」エンディングテーマで7枚目のアルバム「孤独」の先行シングル。

## 収録曲
全編曲：シャ乱Q
1. 都会のメロディー
作詞・作曲：つんく
2. ノイズ
作詞:まこと　作曲:はたけ
3. 都会のメロディー(inst.)

## 収録アルバム
- 孤独 (#1)
- ベストアルバム おまけつき '96〜'99 (#1)
- BEST OF HISTORY (#1)
- GOLDEN☆BEST シャ乱Q (#1,2)